# Ali Akbar Davar

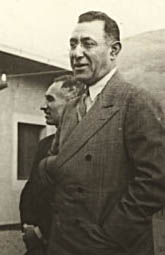
Ali Akbar Davar

Ali Akbar Davar (en persan : علی‌اکبر داور), également connu sous le nom de "Mirza Ali Akbar Khan-e Dāvar" est un homme politique iranien né en 1885 et mort le 10 février 1937. Il est le fondateur du système judiciaire moderne de l'Iran.

## Biographie
Il a commencé sa carrière en Iran, après avoir terminé ses études à l'école Dar ol-Fonoun de Téhéran. Il obtint ensuite un diplôme de droit en Suisse. De retour en Iran en 1921, il fonde le "Parti radical". Il fonde également le journal Mard-e Azad (en persan : مرد آزاد, L'homme libre), dans lequel il publie régulièrement.
Il a été élu aux 4e, 5e et 6e parlements en tant que représentant de Varamin.
Ali Akbar Davar fait partie de ces hommes politiques iraniens qui ont joué un rôle déterminant dans le vote pour l'abolition de la dynastie Qajar.
En 1925, Davar devient ministre du commerce dans le gouvernement de Mohammad Ali Foroughi. Il est nommé un an plus tard ministre des affaires judiciaires dans le gouvernement de Hassan Mostowfi.
En mars 1926 il dissout, avec l'approbation du parlement, le système judiciaire iranien, impulsant une vague de restructuration fondamentale et de réformes minutieuses avec l'aide d'experts français en droit.
Le système judiciaire moderne de l'Iran est né en avril 1927, avec 600 juges nouvellement nommés à Téhéran. Davar entreprit ensuite de propager ce nouveau système dans d'autres villes à l'aide d'un programme qui forma 250 juges.
On doit à Ali Akbar Davar la mise en place du "Bureau des affaires sociales", la "loi sur l'enregistrement des documents", la "loi sur l'enregistrement de la propriété" et la "loi sur le mariage et le divorce".

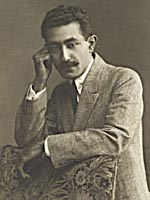
Ali Akbar Davar dans sa jeunesse

Davar avait également mis en place quelques réformes lorsqu'il était ministre des finances dans le gouvernement Foroughi. Il créa la première compagnie d'assurance publique sous le gouvernement de Mahmoud Jam et pris des mesures efficaces pour sauver l'État de la faillite en modifiant les lois fiscales.
Ali Akbar Davar s'est suicidé le 10 février 1937.